# Veliki Borak
Veliki Borak (izvirno srbsko Велики Борак) je naselje v Srbiji, ki upravno spada pod Občino Barajevo; slednja pa je del mesta Beograd.

## Demografija
V naselju živi 1060 polnoletnih prebivalcev, pri čemer je njihova povprečna starost 42,4 let (40,7 pri moških in 44,1 pri ženskah). Naselje ima 459 gospodinjstev, pri čemer je povprečno število članov na gospodinjstvo 2,80.
To naselje je v glavnem srbsko (glede na popis iz leta 2002).
|  |

| Demografija | Demografija     | Demografija     |
| Leto        | Št. prebivalcev | Št. prebivalcev |
| ----------- | --------------- | --------------- |
|             |                 |                 |
|             |                 |                 |
|             |                 |                 |
|             |                 |                 |
| 1948        | 1420            |                 |
| 1953        | 1455            |                 |
| 1961        | 1421            |                 |
| 1971        | 1231            |                 |
| 1981        | 1294            |                 |
| 1991        | 1283            | 1239            |
| 2002        | 1334            | 1287            |
|             |                 |                 |

| Etnična sestava po popisu iz leta 2002 | Etnična sestava po popisu iz leta 2002 | Etnična sestava po popisu iz leta 2002 | Etnična sestava po popisu iz leta 2002 | Etnična sestava po popisu iz leta 2002 |
| -------------------------------------- | -------------------------------------- | -------------------------------------- | -------------------------------------- | -------------------------------------- |
| Srbi                                   | Srbi                                   |                                        | 1.248                                  | 96,96%                                 |
| Črnogorci                              | Črnogorci                              |                                        | 7                                      | 0,54%                                  |
| Romi                                   | Romi                                   |                                        | 6                                      | 0,46%                                  |
| Jugoslovani                            | Jugoslovani                            |                                        | 5                                      | 0,38%                                  |
| Makedonci                              | Makedonci                              |                                        | 3                                      | 0,23%                                  |
| Muslimani                              | Muslimani                              |                                        | 2                                      | 0,15%                                  |
| Hrvati                                 | Hrvati                                 |                                        | 1                                      | 0,07%                                  |
| Ukrajinci                              | Ukrajinci                              |                                        | 1                                      | 0,07%                                  |
| Slovenci                               | Slovenci                               |                                        | 1                                      | 0,07%                                  |
| Romuni                                 | Romuni                                 |                                        | 1                                      | 0,07%                                  |
| Neznano                                | Neznano                                |                                        | 10                                     | 0,77%                                  |